# Donald J. Albosta

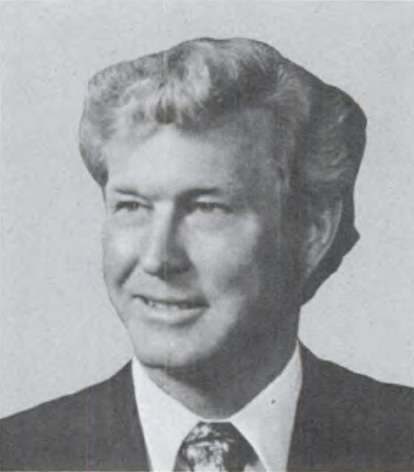
Donald J. Albosta (1979)

Donald Joseph Albosta (* 5. Dezember 1925 in Saginaw, Michigan; † 18. Dezember 2014 in St. Charles, Michigan) war ein US-amerikanischer Politiker (Demokratische Partei).

## Karriere
Albosta besuchte die Chesaning Agricultural School sowie das Delta College. Später diente er in der US-Marine, arbeitete als Landwirt und übernahm politische Ämter in seiner Heimatstadt Albee Township und im Saginaw County. Von 1974 bis 1976 vertrat er den 86. Wahlbezirk im Repräsentantenhaus von Michigan.
Albosta bewarb sich 1976 zunächst vergeblich um einen Sitz im US-Repräsentantenhaus. Von 1979 bis 1985 vertrat er dort Michigans 10. Wahlbezirk. Die Wiederwahl verlor er gegen den Republikaner Bill Schuette. Albosta war Vorsitzender des House Subcommittee on Human Resources. In seine Amtszeit fällt die Untersuchung der Umstände der Freilassung der amerikanischen Geiseln im Iran; im Abschlussbericht wurden dem Wahlkampfkomitee Ronald Reagans unethische bis illegale Handlungen bescheinigt.